# Terraço

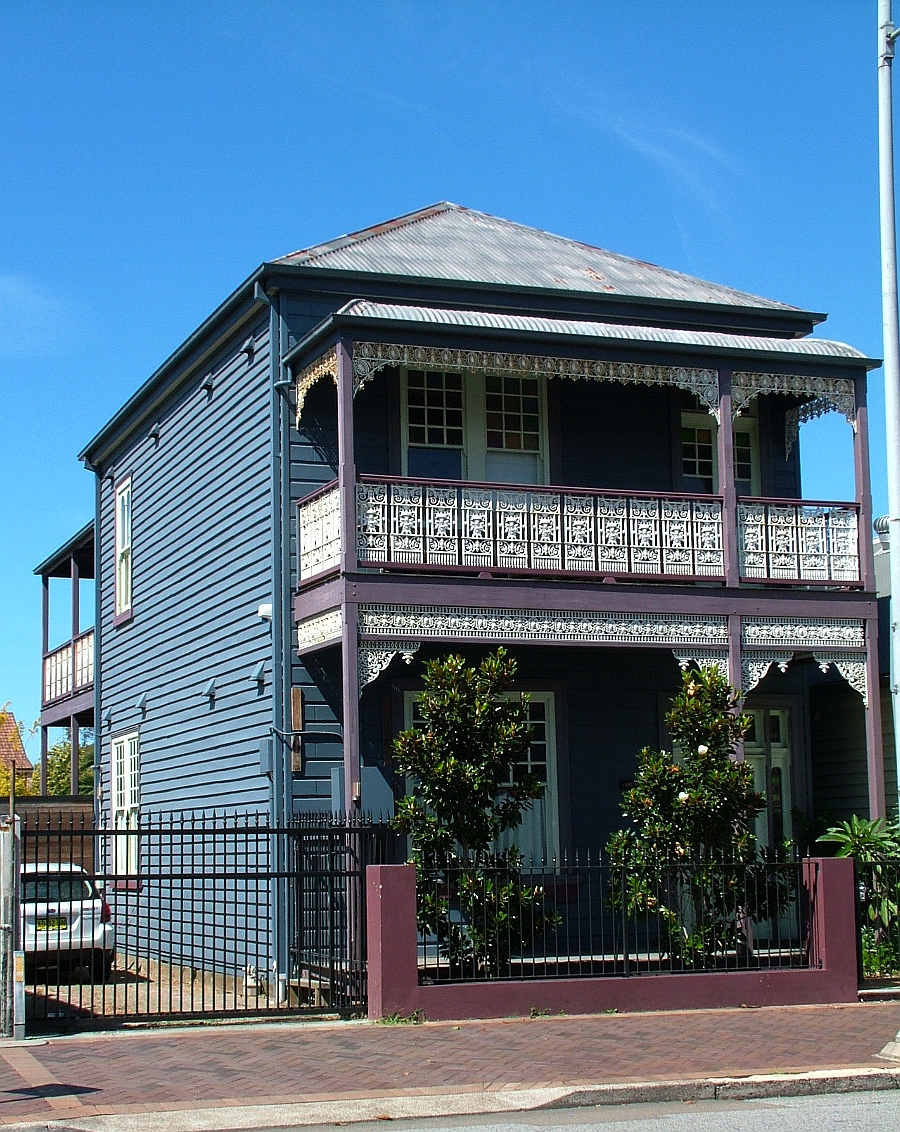
Sobrado com terraço de proteção de concreto.

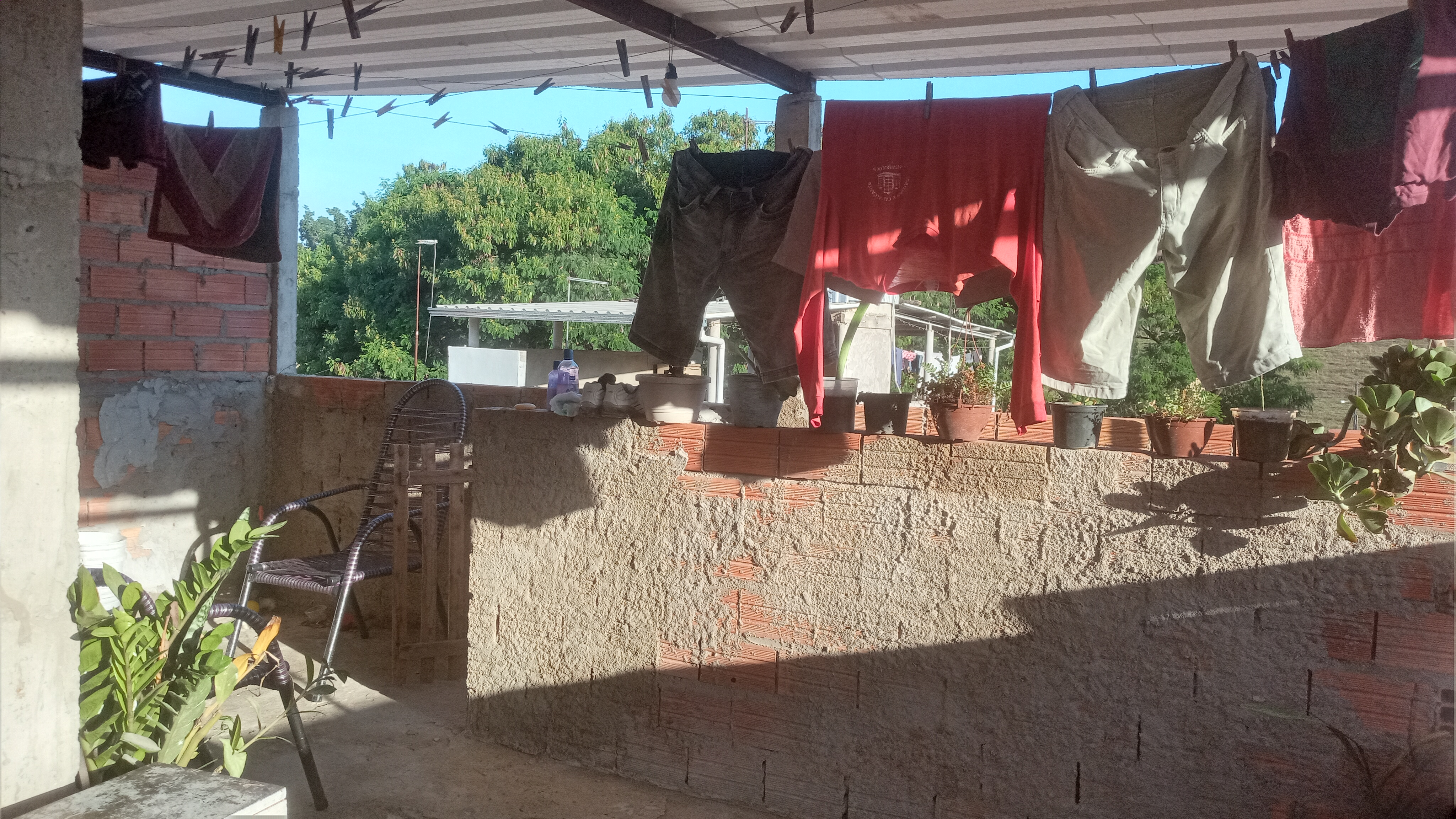
Terraço de uma residência em uma favela de Piracicaba, São Paulo, Brasil. Em áreas periféricas brasileiras, o terraço também é frequentemente usado como lugar para secar roupas

Terraço ou sacada é uma área aberta de uma casa ou edifício similar a uma varanda, localizada em andares superiores ao térreo. Trata-se de um lugar exposto ao ar livre, com grades de ferro ou baixas colunas de madeira ou concreto, que servem como medida de proteção. Costuma ser usada como área de lazer e descanso, sendo muito comum em sobrados e apartamentos.
O Código Civil brasileiro estabelece que “o terraço de cobertura é parte comum, salvo disposição contrária da escritura de constituição do condomínio”. A atribuição da propriedade exclusiva do terraço de cobertura, ou laje, como é conhecida nos prédios de pequeno porte, permite ao seu dono edificar novos pavimentos, desde que a estrutura do edifício permita e mediante aprovação do Poder Público Municipal.

## Terraços na cobertura
Os terraços nem sempre precisam se projetar para fora de um edifício; uma área de telhado plano, com ou sem balaustrada, também pode ser considerada um terraço quando utilizada para atividades sociais.  Em Veneza, na Itália, a "altana" é o tipo mais comum de terraço, caracterizando-se como uma estrutura elevada sobre os telhados da cidade. Desenvolvido por volta de 1500 d.C., esse tipo de terraço manteve-se praticamente inalterado ao longo dos séculos. Sua estrutura é composta por uma plataforma de madeira com pequenos espaços entre as tábuas do piso, permitindo a drenagem da água da chuva e uma melhor ventilação. Inicialmente, a altana era utilizada como um espaço para estender roupas para secar, sendo os pequenos espaços entre as tábuas do piso projetados para permitir que a água escoasse facilmente. Com o tempo, essa estrutura passou a ser usada também como um local de lazer e contemplação. No entanto, atualmente a altana é utilizada principalmente como um espaço social, servindo como um local agradável para relaxamento, encontros e contemplação da paisagem urbana.